# Automeris oiticicai
Automeris oiticicai är en fjärilsart som beskrevs av Lemaire 1966. Automeris oiticicai ingår i släktet Automeris och familjen påfågelsspinnare. Inga underarter finns listade i Catalogue of Life.